# José Gallegos y Arnosa
José Gallegos y Arnosa (Jerez de la Frontera, 3 de mayo de 1857-Anzio, 20 de septiembre de 1917) fue un pintor y escultor español radicado en Italia, cuyo estilo puede calificarse de Realismo preciosista.

## Biografía

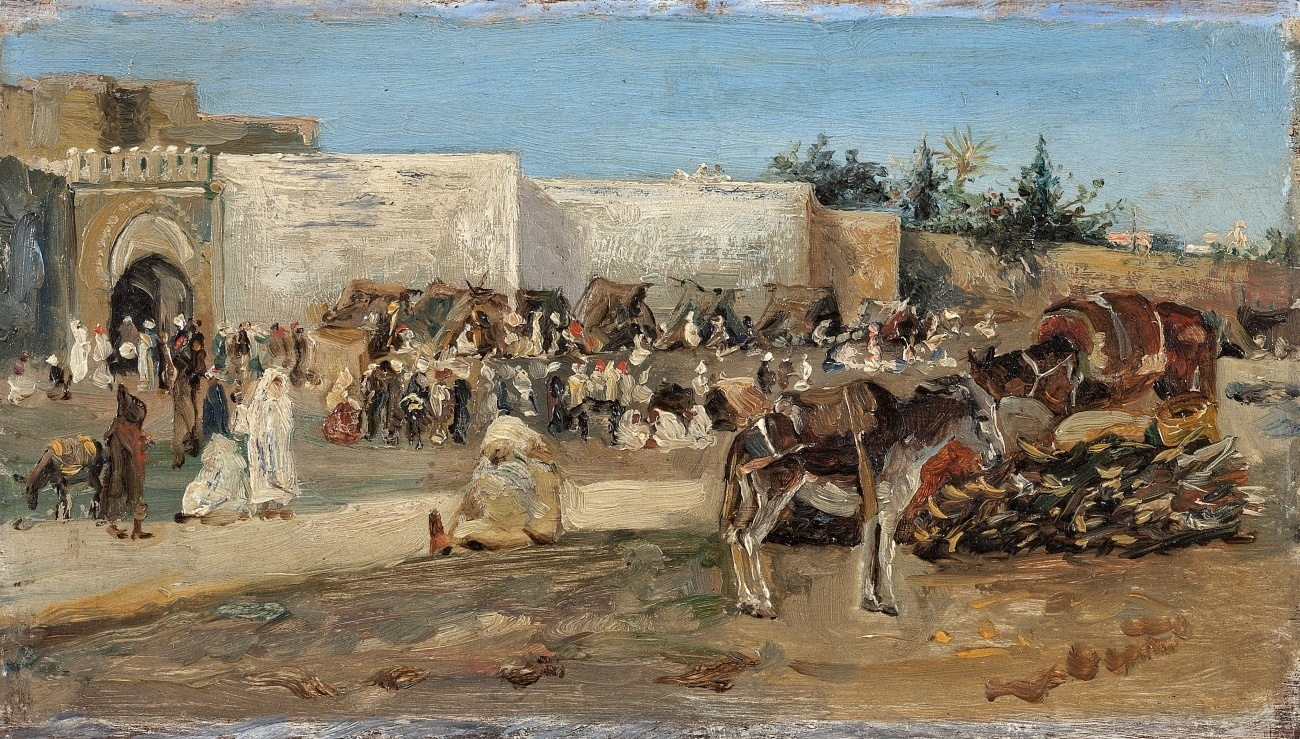
El Zoco Grande, 1879.

Desde niño sintió atracción por el dibujo y la pintura, destacando, junto a Salvador Sánchez Barbudo, en las artes pictóricas. Juntos visitaron con frecuencia el estudio de Luis Sevil, pintor romántico de la primera generación de pintores jerezanos.
Pasada su primera etapa de aprendizaje en su ciudad natal, Gallegos se marchó a Madrid en 1873 ayudado por su mecenas Guillermo Garvey, empresario bodeguero, e inició una nueva etapa en la Academia de San Fernando. Posteriormente, Gallegos viajó también a Túnez y Marruecos, atraído por la luz y el sugestivo ambiente de estas exóticas tierras. En 1878 pintó Casamiento árabe, cuadro comprado por el gobierno, y en el mismo año partió para Roma con el fin de ampliar sus conocimientos, cumpliendo así los deseos de su mecenas. En 1879 desarrolló su obra en Tánger junto a Salvador Sánchez Barbudo. Posteriormente, en 1880 decidió instalarse definitivamente en la Ciudad Eterna.
Roma fue su residencia definitiva, aunque desde allí viajó frecuentemente a ciudades como Madrid, Sevilla, Jerez de la Frontera, Múnich, Londres, París y Berlín. En 1887 Gallegos contrajo matrimonio con la italiana Giuseppina Trelanzi y, al enviudar en 1897, volvió a casarse, esta vez con la inglesa Constance Harding. Con Giuseppina tiene uno de los hijos arquitecto: Jorge Gallegos Trelanzi.
Su primo José Luis fue asimismo el fundador del primer equipo de fútbol oficial en Sevilla y primer presidente de dicho club, el Sevilla Fútbol Club.

## Premios
Gallegos fue medalla de oro de la Exposición Internacional de Bellas Artes de Berlín, en 1891, acompañando a dicha medalla una moción del jurado internacional de la exposición.

## Obra

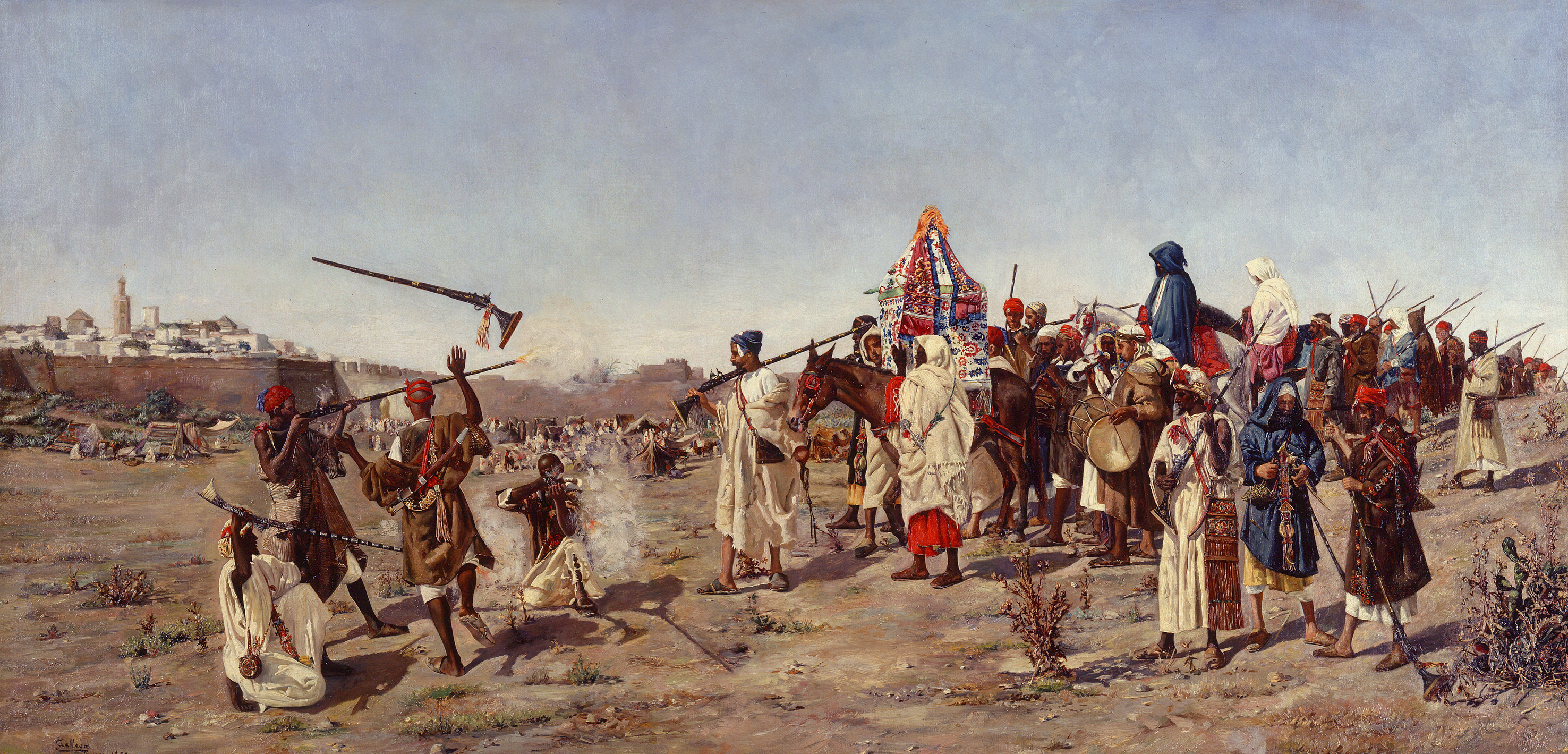
Casamiento marroquí, 1881, Museo del Prado.

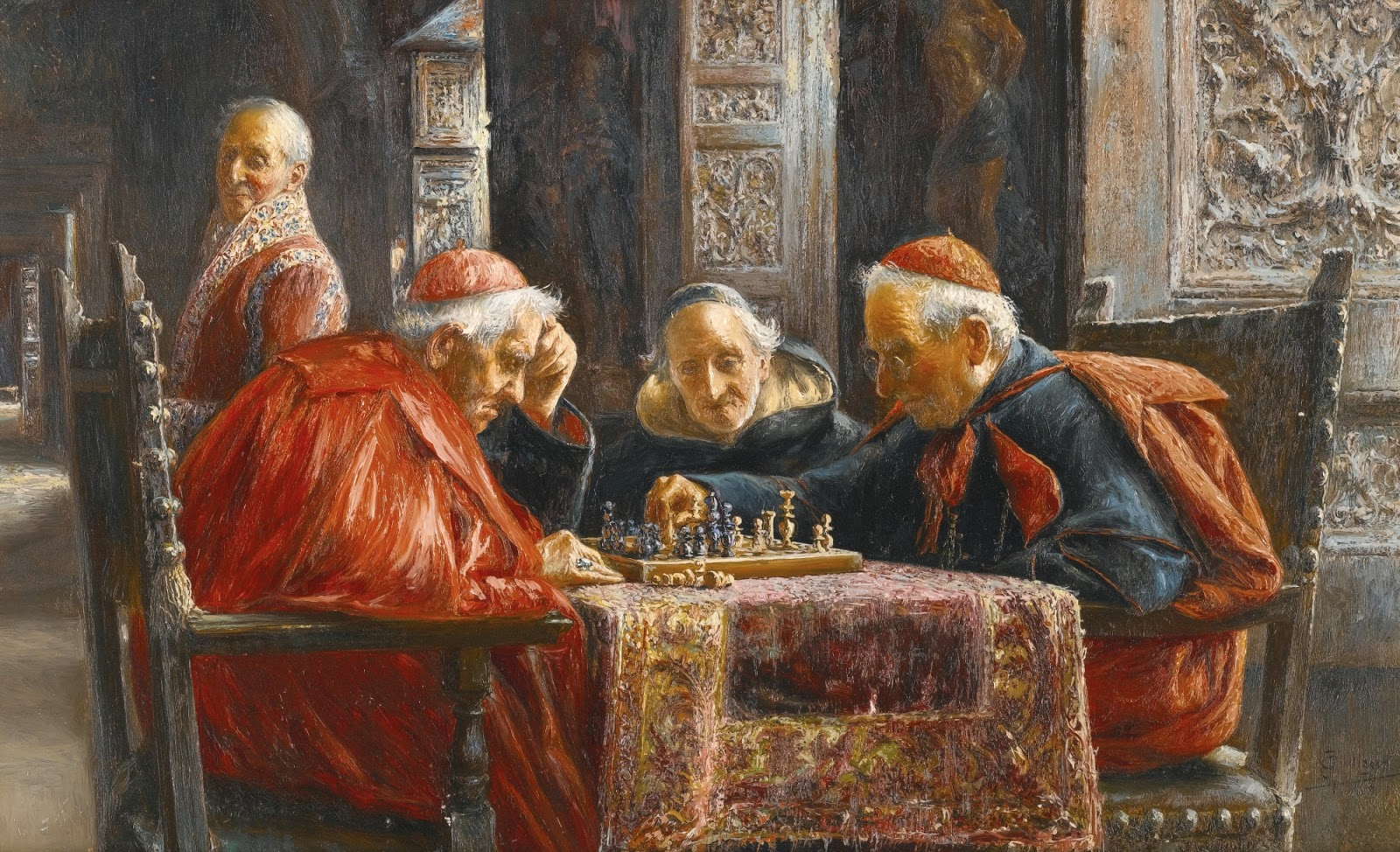
Jugando al ajedrez.

Junto a Barbudo, Villegas, Barbasan, Salinas y Mariano Benlliure, Gallegos formaba parte del grupo más prestigioso de artistas españoles en la Roma de la época. Las obras de José Gallegos y Arnosa se encuentran aún hoy en pinacotecas, colecciones privadas, galerías de arte, casas de subastas y anticuarios de todo el mundo. Dos obras representativas de este pintor son, por un lado Niños del coro de 1885-1890, y Rumores de 1893, en la que representa una anecdótica situación protagonizada íntegramente por mujeres. El pintor andaluz se centraba más en la descripción de texturas y entonaciones de la escena, resaltando en especial los valores plásticos de la obra, que los narrativos.